# Wayne King
Harold Wayne King (Savanna, 16 februari 1901 - Paradise Valley, 16 juli 1985) was een Amerikaanse saxofonist en bigband-leider, die bekend werd om zijn dromerige, langzame dansmuziek. Hij speelde walsen, novelty-songs en sentimentele liedjes. The Waltz King (zo werd hij bekend) verkocht miljoenen platen.

## Biografie
King was tijdens zijn highschool-tijd een zeer goede atleet, ook was hij een tijd lang professioneel footballspeler bij de Canton Bulldogs. Hij studeerde twee jaar aan Valparaiso University in Indiana, maar koos uiteindelijk voor de muziek. Hij speelde saxofoon en was een tijd lang actief in de band van Paul Whiteman. In 1927 begon hij een eigen groep, Wayne King and His Orchestra. De muziek die hij daarmee bracht was beïnvloed door collega-bandleiders als Duke Ellington en Louis Armstrong. In 1929 maakte hij zijn eerste plaat, "To Be Forgotten", gevolgd door onder meer "The Waltz You Saved for Me" (dat de themesong van zijn band werd, 1930), "I Love You Truly" (1932), "Blue Danube Waltz" (1933), "Josephine" (1937) en "Melody of Love" (1940). Zijn liedjes werden pas echt populair in de loop van de jaren dertig en dat was mede te danken aan het feit, dat hij met zijn liedjes op de radio kwam. In de jaren 1931-1937 speelde hij met zijn orkest in het nationale, door cosmeticafirma Lady Esther gesponserde radioprogramma "Lady Esther Serenade". King won in die jaren vaak populairiteitspolls. In 1940 kreeg hij een Radio Guide Trophy, omdat hij het meest populaire dansorkest op de radio van de afgelopen zeven jaar was geweest.
Toen de Tweede Wereldoorlog was uitgebroken werd het orkest op non-actief gesteld. King ging het leger in, waar hij het tot majoor bracht. In 1946 ging King weer met zijn orkest spelen en in 1948 was hij met de band te horen op de radio, dankzij opnames die speciaal voor de radio waren gemaakt, zogenaamde electrical transcriptions. Zijn halfuur durende radioprogramma heette The Wayne King Show.
In de jaren 1949-1952 had hij een televisieshow in Chicago. In die periode zette het einde van het bigband-tijdperk in en in de jaren erna legden veel bigbands het loodje. King hield zijn orkest echter overeind en bleef platen maken, tot 1969. Hij gaf concerten en speelde op dansavonden, tot 1983.
De orkestleider overleed in 1985 en liet een vrouw achter, de actrice Dorothy Janis, met wie hij in 1932 was getrouwd. De actrice (ze speelde in stomme films) overleed in 2010 op 100-jarige leeftijd.
King is de componist van "The Waltz You Saved for Me" (opgenomen door bijvoorbeeld Duke Ellington) en "Mobile Stomp" en medecomponist van "Goofus" (gecoverd door o.a. Les Paul en The Carpenters) en "Beautiful Love" (o.m. George Shearing en Bill Evans).

## Discografie (selectie)
- Plays Irving Berlin Melodies, RCA Victor Melodies, 1946
- The Midnight Waltz, RCA Victor, 1961
- Gypsy Caravan, Decca, 1961
- Smoke Gets In Your Eyes, Vocalion, 1968 (uiteraard met jazzstandard Smoke gets in your eyes
- Have Yourself a Merry Christmas, MCA, 1995
- Dream Time, Dutton Laboratories, 2009

## Noot
1. ↑  Volgens de Bigband Library. De Engelse Wikipedia spreekt over 1939-1940